# Aphanobelodon zhaoi
L'afanobelodonte (Aphanobelodon zhaoi) è un proboscidato estinto, appartenente agli amebelodontidi. Visse nel Miocene medio (circa 14 milioni di anni fa) e i suoi resti fossili sono stati ritrovati in Cina.

## Descrizione
Questo animale è ben conosciuto grazie a numerosi resti fossili di vari esemplari di età diverse, da giovane ad adulto. Aphanobelodon possedeva un aspetto molto insolito: benché lo scheletro postcranico richiamasse quello della maggior parte dei proboscidati (con corpo massiccio e zampe colonnari), il cranio era decisamente diverso da quello degli elefanti odierni. Esso era dotato di un rostro sottile e allungato, espanso nella parte distale, e completamente privo delle zanne superiori (sia nei giovani che negli adulti di entrambi i sessi). La mandibola era estremamente allungata ed espansa nella parte distale; le zanne inferiori erano corte e piatte, simili a quelle dell'affine Platybelodon, ma dotate di una laminazione concentrica interna. I molari ricordavano per certi versi quelli di Anancus e per altri quelli di Choerolophodon, ed erano dotati di molto cemento dentario. Era un animale imponente, che superava probabilmente le due tonnellate di peso.

## Classificazione
Aphanobelodon zhaoi venne descritto per la prima volta nel 2017, sulla base di resti fossili ritrovati in Cina settentrionale, nella cava di Maerzuizigou; in questo sito si sono accumulati numerosi scheletri di questa specie, che hanno permesso di ricostruirne la morfologia e l'ontogenesi. Il nome del genere Aphanobelodon, significa "dente-spada invisibile", con riferimento alle zanne superiori scomparse, mentre il nome della specie A. zhaoi è stato dato in onore di Rong Zhao, il paleontologo cinese autore della scoperta.
Aphanobelodon era uno stretto parente del ben noto Platybelodon, dal quale si differenziava però per alcuni dettagli anatomici come l'assenza delle zanne superiori; questi due generi sono rappresentanti di un clade particolare degli amebelodontidi, un gruppo di proboscidati tipici del Miocene in cui vi fu un eccezionale sviluppo della mandibola e delle zanne inferiori. In Aphanobelodon e Platybelodon, in particolare, le zanne inferiori erano corte e molto larghe. L'assenza di zanne superiori in Aphanobelodon è un caso insolito nei proboscidati, e si riscontra solamente nei deinoteri, peraltro non strettamente imparentati con Aphanobelodon.

## Paleoecologia
Si suppone che la peculiare struttura delle fauci di Aphanobelodon permettesse a questo animale di scavare nel terreno per cibarsi di materiale vegetale duro; Platybelodon, al contrario, potrebbe essere stato più specializzato per tagliare vegetazione più tenera.